# 方家熊
方家熊（1939年10月22日—），安徽黄山人，光传感技术专家，中国工程院院士。
2001年，获选中国工程院信息与电子工程学部院士。